# Плавание на летних Олимпийских играх 2024 — 10 километров в открытой воде (мужчины)
Соревнования по плаванию на дистанции 10 километров в открытой воде у мужчин на летних Олимпийских играх 2024 года прошли 9 августа в акватории Сены. Чемпионом Игр в этой дисциплине стал венгр Криштоф Рашовски.

## Призёры
| Золото                   | Серебро                | Бронза                 |
| Криштоф Рашовски Венгрия | Оливер Клемет Германия | Давид Бетлехем Венгрия |

## Квалификация
Отбор на заплыв на 10 км прошли 22 спортсмена. Квоты для участников распределялись следующим образом:
- 3 — призёры заплыва на 10 км на чемпионате мира 2023 года;
- 13 — топ-13 пловцов по результатам чемпионата мира 2024 года;
- 5 — по 1 представителю от каждой конфедерации, входящей в ФИНА (Азии, Америки, Африки, Европы и Океании[a]);
- 1 — представитель страны, принимающей соревнования (Франция), в случае, если ни один спортсмен не квалифицировался по иным критериям[b].

Кроме того, каждый Национальный олимпийский комитет мог заявить спортсменов, выполнивших олимпийский норматив на дистанции 800 м или 1500 м, при условии, что общее число участников от страны не превысит двух.

## Расписание
Время местное (UTC+2).
| Дата      | Время | Раунд |
| --------- | ----- | ----- |
| 9 августа | 7:30  | Финал |

## Соревнование
В отличие от дисциплин, проводимых в бассейне, в заплыве на 10 км в открытой воде нет предварительных раундов — все отобравшиеся спортсмены начинают заплыв с общего старта. Стиль передвижения в воде не ограничивается.
| Место | Страна         | Спортсмены            | Время     | Отставание |
| ----- | -------------- | --------------------- | --------- | ---------- |
| 1     | Венгрия        | Криштоф Рашовски      | 1:50.52,7 | +0,0       |
| 2     | Германия       | Оливер Клемет         | 1:50.54,8 | +2,1       |
| 3     | Венгрия        | Давид Бетлехем        | 1:51.09,0 | +16,3      |
| 4     | Италия         | Доменико Ачеренца     | 1:51.09,6 | +16,9      |
| 5     | Франция        | Логан Фонтен          | 1:51.47,9 | +55,2      |
| 6     | Великобритания | Хектор Парду          | 1:51.50,8 | +58,1      |
| 7     | Франция        | Марк-Антуан Оливье    | 1:51.50,9 | +58,2      |
| 8     | Германия       | Флориан Велльброк     | 1:51.54,4 | +1.01,7    |
| 9     | Италия         | Грегорио Пальтриньери | 1:51.58,0 | +1.05,3    |
| 10    | Греция         | Атанасиос Кинигакис   | 1:52.37,2 | +1.44,5    |
| 11    | Австралия      | Николас Сломан        | 1:56.24,4 | +5.31,7    |
| 12    | Мексика        | Пауло Стрелке         | 1:56.28,4 | +5.35,7    |
| 13    | Австралия      | Кайл Ли               | 1:56.42,5 | +5.49,8    |
| 14    | Великобритания | Тоби Робинсон         | 1:56.43,0 | +5.50,3    |
| 15    | Япония         | Тайсин Минамидэ       | 1:56.57,3 | +6.04,6    |
| 16    | Израиль        | Матан Родити          | 1:57.02,3 | +6.09,6    |
| 17    | Эквадор        | Давид Фаринанго       | 1:57.08,6 | +6.15,9    |
| 18    | Ирландия       | Дэниел Уиффен         | 1:57.20,1 | +6.27,4    |
| 19    | США            | Иван Пускович         | 1:57.52,5 | +6.59,8    |
| 20    | Чехия          | Мартин Страка         | 1:57.52,9 | +7.00,2    |
| 21    | Австрия        | Ян Херцог             | 2:01.03,8 | +10.11,1   |
| 22    | Польша         | Пётр Возняк           | 2:02.38,6 | +11.45,9   |
| 23    | Турция         | Кузей Тунчелли        | 2:02.58,1 | +12.05,4   |
| 24    | Австрия        | Феликс Аубёк          | 2:03.00,5 | +12.07,8   |
| 25    | Норвегия       | Хенрик Кристиансен    | 2:03.38,2 | +12.45,5   |
| —     | Бразилия       | Гильерме Коста        | DNF       | DNF        |
| —     | Испания        | Карлос Гарак Бенито   | DNF       | DNF        |
| —     | Намибия        | Филлип Зейдлер        | DNF       | DNF        |
| —     | Турция         | Эмир Батур Альбайрак  | DNF       | DNF        |
| —     | Швеция         | Виктор Юханссон       | DNS       | DNS        |
| —     | Тунис          | Ахмед Джауади         | DNS       | DNS        |

## Комментарии
1. ↑  От Океании на Олимпиаду в Париже не был заявлен ни один участник, в связи с чем её квота была перераспределена в пользу спортсмена, ставшего 14-м по результатам чемпионата мира 2024 года.
2. ↑  От Франции на Олимпиаду в Париже квалифицировались 2 спортсмена, в связи с чем её квота была перераспределена в пользу спортсмена, ставшего 15-м по результатам чемпионата мира 2024 года.